# Hessett
Hessett – wieś w Anglii, w hrabstwie Suffolk, w dystrykcie Mid Suffolk. Leży 29 km na północny zachód od miasta Ipswich i 103 km na północny wschód od Londynu. Miejscowość liczy 490 mieszkańców.